# Тит Куций Килт
Тит Куций Килт (на латински: Titus Cutius Ciltus) е политик и сенатор на Римската империя през1 век по времето на император Нерон.
През юли и август 56 г. Килт е суфектконсул заедно с Луций Юний Галион Анеан.